# Čistec rolní
Čistec rolní (Stachys arvensis) je drobná jednoletá rostlina z čeledi hluchavkovitých. V české květeně je archeofytem, který je v současné době kriticky ohrožen vyhynutím.

## Popis

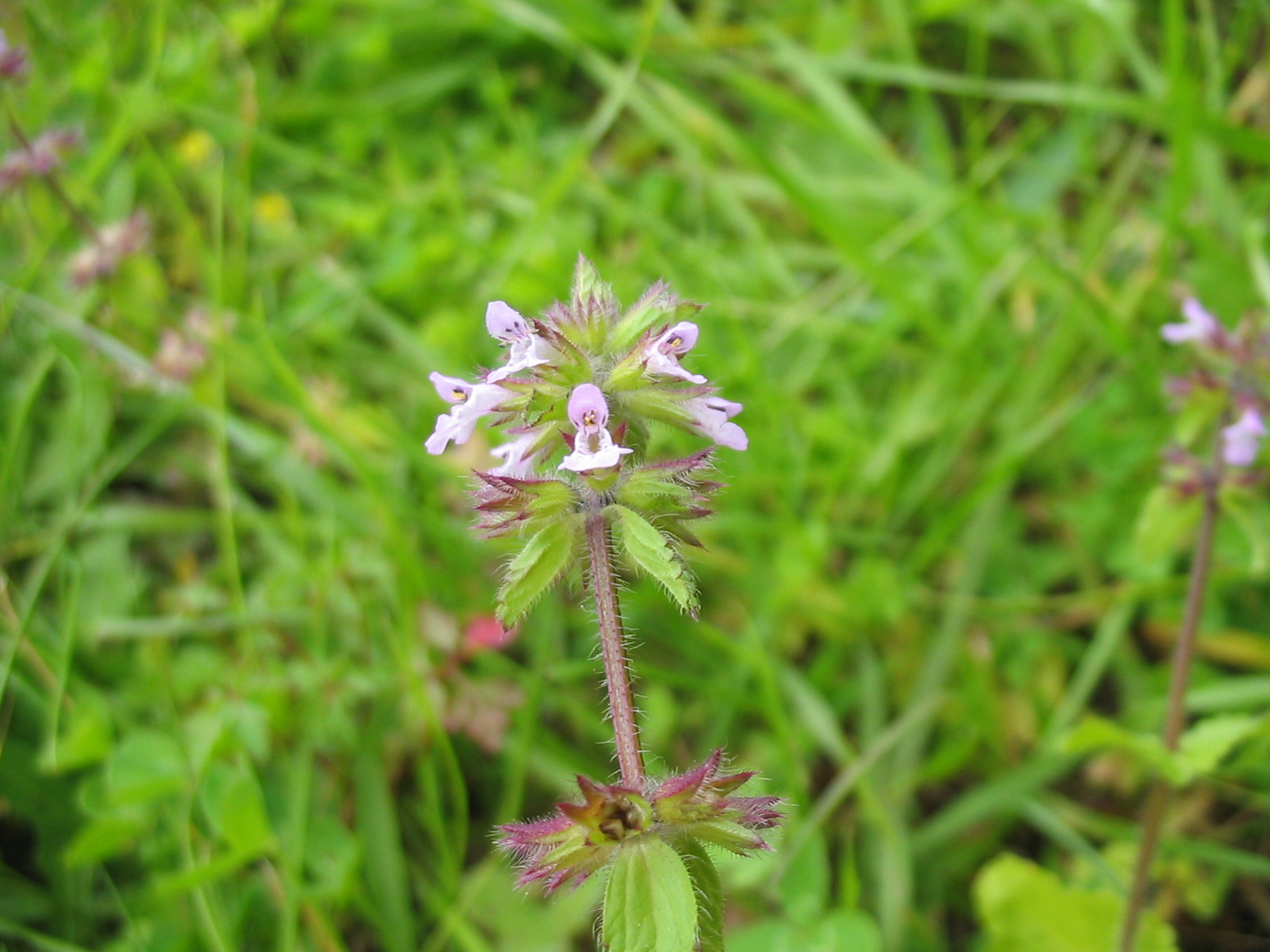
Detail květenství

Je to jednoletá bylina vysoká obvykle pouze 10–30 cm (zřídka více), s jednoduchou nebo chudě větvenou, přímou, poléhavou nebo vystoupavou, odstále chlupatou lodyhou a krátce řapíkatými, podlouhle vejčitými, křižmostojnými, po obou stranách chlupatými listy. Oddenek nevytváří. Květy jsou oboupohlavné, uspořádané do přerušovaných lichopřeslenů podepřených listům podobnými listeny a rozlišené na zvonkovitý, téměř pravidelný, hustě odstále chlupatý kalich a bílou nebo narůžovělou, na spodním pysku nachově skvrnitou korunu, která je dlouhá zhruba 8–9 mm a z kalicha jen málo vyčnívá. Květy rozkvétají v časném létě a kvetou až do září, opylovány jsou hmyzem, může však docházet také k samoopylení. Plody jsou trojboce obvejčité tvrdky s malým přívěskem. Ploidie druhu 2n = 10.

## Ekologie a rozšíření
Čistec rolní je terofytní bylina s ruderální životní strategií. Preferuje spíše světlá místa na čerstvě vlhkých, převážně kyselých, hlinitých nebo hlinitopísčitých půdách, často ve vegetaci jednoletých polních plevelů nebo na narušených stanovištích. Celkový areál zahrnuje západní, střední a jižní Evropu, na severovýchodě po jižní Skandinávii a Karélii. Roste též ve Středomoří, v severozápadní Africe, v Makaronésii, na Blízkém východě a v Malé Asii, jako původní druh je dokládán rovněž z východní Číny a Tchaj-wanu.

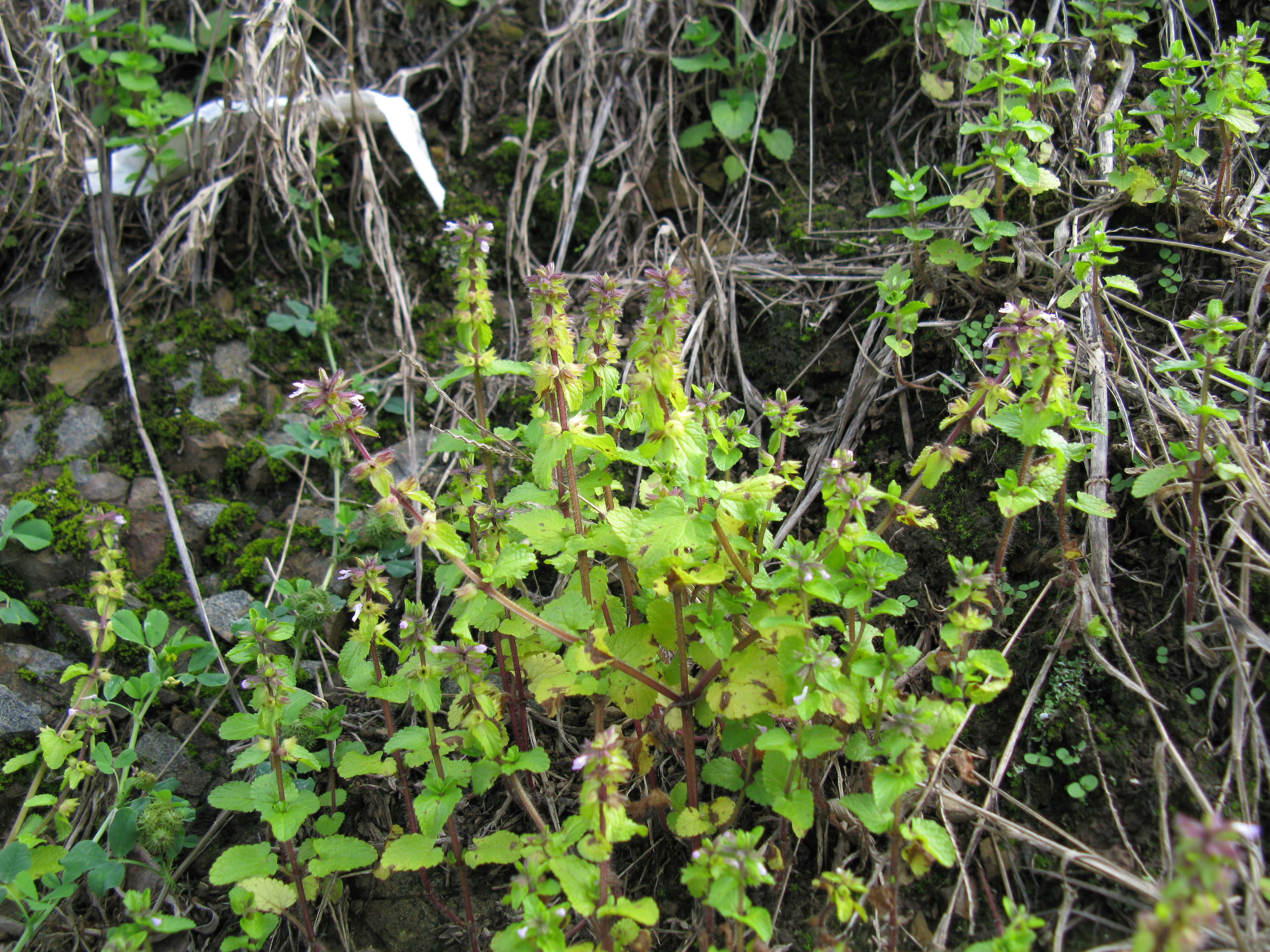
Celkový habitus

Rozšířil se, pravděpodobně jako příměs v osivu, na většinu kontinentů, zdomácněl v mnoha zemích Jižní a Severní Ameriky, v Austrálii či v jižní Africe. V některých zemích je klasifikován jako závažný invazivní plevel, který však pro jeho citlivost na zastínění, pH půdy, obsah dusíku a v neposlední řadě i na většinu herbicidů není obtížné potlačovat. Spasen může způsobovat nervové poruchy dobytku, především ovcím.

## Výskyt v Česku
V české květeně je čistec rolní náhodně a přechodně zavlečeným archeofytem. Vyskytoval se zde vždy roztroušeně až vzácně převážně jako plevel ve lněných kulturách, v zahradách i na jiných antropických stanovištích. Větší množství nálezů pochází z poloviny 19. století ze Šluknovska, Litoměřicka a okolí Plzně. Ve 20. století byl řadu let veden jako nezvěstný taxon v kategorii A1 (ještě v Květeně ČR a v Kubátově Klíči z roku 2002); v roce 2005 byla nalezena pravděpodobně jediná česká populace této rostliny na poli poblíž Robčic v okrese Plzeň-sever. Druh je tak aktuálně veden jako kriticky ohrožený v kategorii C1r, zákonem chráněn však není.